# Бискупска капица
Бискупска капица (лат. Gyromitra infula (Schff. ex Pers.) Quel.) врста је јестиве гљиве која расте од септембра до новембра, а понекад и у прољеће. Може се наћи у планинским шумама, већином четинарским, најчешће смрча. Расту по неколико комада недалеко једна од друге, чак некад и у колонијама. Највише је има у Босни и Словенији, а најмање у Србији и Црној Гори.

## Клобук
Клобук величине од 6–12 cm висок и широк. Облика је бискупске капице тј. по средини усјечен двокрилно, трокрилно и четверокрилно. Два рога су обично виша па цјелина дјелује седласто. Шупаљ, само крајем прирастао уз стручак.

## Химениј
Химениј порива цијелу спољну површину клобука. Наборан и јамичаст на различите начине је увијен. Гладак је и без сјаја, окер или љешник боје. У старости прво поцрни на узрезаним крајевима лапова.

## Унутрашња бесплодна страна
Унутрашња бесплодна страна је лапаво мутна. Може бити и бијела али и сивкаста. Када посмеђи значи да је гљива престара.

## Стручак
Стручак величине од 5-10/1,5-3,2 cm. Облика је ваљка, свугдје исте дебљине. Уврнут са усјеком, и рупицама које знају пробити на другу страну. Доста је жилав. Стари стручак се мрви.

## Месо
Месо у лаповима дебело 1,2-1,8 mm. Воштано је и ломљиво. Укус благ. Мирис на вргање.

## Микроскопија
Споре елипсоидно-цилиндричне са двије супротне капље, hyaline: 18-23/6-9,5 mm. Асци било да су унисериатни или бисериатни не реагују ја јод. Парафизе на врху задебљане.

## Сличне врсте
Нешто мањи, са лила дашком по клобуку и по стручку са много већим спорама, сличан јој је сјеверњачки хрчак (лат. Gyromitra ambigua (Karst. Harmaja). Врло је риједак. Има га на Алпима и боровој шуми у Мокрицама.

## Галерија
- Илустрација бискупске капице
- Бискупска капица
- Бискупска капица, Финска

## Рефефренце
1. ↑  „Gyromitra infula (Schaeff.) Quél. 1886”. MycoBank. International Mycological Association. Приступљено 18. 09. 2010.
2. 1 2 3 4 5 6 7  Ključ za gljive; Ivan Focht; ITRO "Naprijed"; Zagreb 1986.